# 9189 Hölderlin
A 9189 Hölderlin (ideiglenes jelöléssel 1991 RH41) a Naprendszer kisbolygóövében található aszteroida. Freimut Börngen fedezte fel 1991. szeptember 10-én.
Nevét Friedrich Hölderlin (1770 – 1843) német költő után kapta.